# Kostel svatého Michaela archanděla (Chrudim)
Kostel svatého Michaela archanděla se nachází v Chrudimi na Novém Městě v Michalském parku (nebo přesněji v Zieglerových sadech). Jedná se nevelkou pozdně gotickou stavbu. Byl vysvěcen roku 1521 jako hřbitovní kostel a až na menší úpravy si dodnes zachoval svoji původní podobu.

## Historie
V průběhu 15. století byla Chrudim připojena k husitům. Toto století bylo pro Chrudim dobou velkého stavebního rozvoje, zejména na jejím předměstí. Proto mohlo postavení kostela pro tuto oblast znamenat důležitý vývojový mezník. Důvodem k jeho výstavbě byl fakt, že postupné rozrůstání města vedlo vyčerpání kapacity původního chrudimského hřbitova a bylo třeba zajistit nová místa k pohřbívání. Pohřbívání na tomto hřbitově probíhalo až do září 1881.
Stavitel kostela není známý, ale v městských knihách je doloženo, že v této době v Chrudimi sídlili 3 zedníci: Jan Hanzar, Martin, zvaný Martinek a Matěj. Nelze s přesností určit, který z nich se na stavbě podílel, pokud vůbec některý. Stavbu financovala obec za přispění některých zbožných občanů.
Kostel byl vysvěcen ve druhé polovině roku 1521 (asi okolo svátku svatého Michala 29. září) a ke cti svatého Michala byl ulit zvon. Dodnes se z doby založení se dochovala mensa, jeden ze dvou zvonů, pažení kruchty a krucifix. Kostel byl od počátku hřbitovní, také jsou zmínky o dřevěné márnici a venkovní kazatelně. Kostnice byla přistavena později v roce 1544 v levém dolním rohu hřbitova.
Kostel postihly dva požáry, v roce 1611 a 1811. Po prvním požáru byla postavena nová kazatelna a márnice, tentokrát z kamene, při druhém požáru shořela kostelní věž, při jejíž opětovné výstavbě byl i znovu ulit jeden ze zvonů.
V letech 1670 až 1685, za děkanství Samuela Václava Hattaše probíhaly na kostele vnitřní úpravy. Z této doby také pochází několik malovaných epitafů a kamenných náhrobků.
Mezi roky 1856 a 1859 byl kostel opravován pod vedením stavitele Františka Schmoranze. Tehdy byl postaven nový štít, dále byl zazděn boční jižní vchod a byla zrušena vnější kamenná kazatelna.
Poslední rozsáhlejší opravy probíhaly od roku 1914 do roku 1916 a provedl je stavitel Josef Kubička. V této podobě kostel zůstal dodnes.

## Architektura
Kostel má obvyklé gotické schéma, je orientovanou jednolodní stavbou s polygonálním závěrem a se štíhlou sanktusovou věžičkou uprostřed střechy lodi. Uvnitř je rozdělen na kněžiště (pětiboce uzavřené) a loď, na jižní straně je ke kostelu připojena sakristie. Budova je zděná, nároží, ostění a pilíře jsou z pískovce.

### Exteriér

#### Západní průčelí
Hlavní vchod do kostela se nachází v západním průčelí s novogotickým štítem, předsunutá je čtvercová sloupová předsíň, její oblouky dosedají na pilíře s čtverhrannými patkami a římsou, dřík je osmiboký. Nad touto síní stojí cimbuřovitý štít, stylově inspirovaný pardubickou Pernštejnskou stavební hutí. Má devět stupňů, v každém stupni je otvor ve tvaru kříže a uprostřed západního štítu se nachází úzký otvor. Nad vchodem je v západním štítu velké gotické okno, jehož dolní část je zakrytá štítem vstupní síňky. Okno je trojdílné s trojlistou a plaménkovou kružbou a jeho hrot je uzavřen terčovitým štítkem, na kterém je vytesán kalich, neboť v době stavby svatomichalského kostela byla Chrudim utrakvistická. Nad tímto oknem se nachází žlábkovaná římsa a nad ní vysoký stupňovitý štít. V jeho střední části jsou umístěna dvě úzká slepá gotická okna, nad která byl v pozdější době umístěn trojboký štítek. Po jejich stranách jsou dvě nižší niky zakončené oslím hřbetem pokračujícím do fiály s náznakem lilie. Stejný stupňovitý štít se nachází i na východní straně kostela.

#### Okna
Okna kostela jsou štíhlá s ostře lomeným obloukem, dvojdílná s plaménkovou kružbou, s výjimkou třetího okna zleva na jižní straně kostela, které je trojdílné. Ostění oken v lodi je ploché, v průčelí a v presbytáři jsou ostění žlábkovaná.

#### Jižní strana
Pod druhým oknem zleva na jižní straně se nachází lomený portál s okosením, dříve sloužil jako postranní vchod. Vlevo od tohoto portálu se nachází vchod na kruchtu, ke kterému vede vnější pískovcové schodiště s kamenným zábradlím a dřevěnou pultovou stříškou. Parapet schodů je zdoben pěti výplněmi se slepou plaménkovou kružbou. Na rozhraní lodi a presbytáře ke kostelu z jižní strany přiléhá sakristie, opatřená štítem z pozdější doby, její hlavní vchod má tvar lomeného oblouku.

#### Opěrné pilíře
Na nároží jsou šikmo postavené opěrné pilíře s jedním mělkým sestupem v dolní části. Stejný tvar mají i ostatní pilíře běžící kolem celého kostela. Na stranách lodi je umístěno vždy po dvou pilířích, kolem kněžiště pět.

### Interiér
Vnitřní architektura kostela je stejně jako většina staveb vzniklých v období reformace střídmá a architektonicky jednolitá. Presbytář je užší než loď a lehce vyvýšený. Vnitřní délka kostela je 20,8 m, loď je 13,2 m dlouhá 7,7 m široká. Šířka presbytáře je 5,25 m a jeho délka 7,4 m.

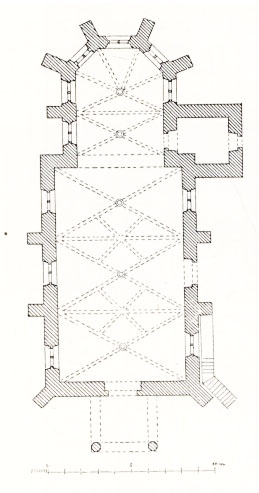
Půdorys kostela svatého Michaela v Chrudimi

#### Presbytář
Klenba presbytáře je na stejné úrovni s lodní klenbou a skládá se z jednoho pole a polygonálního závěru zaklenutého paprsčitě. Profil klenebních žeber je tvořen dvěma žlábky a úzkými pásky. V presbytáři se žebra sbíhají na polygonální přípory s jehlancovitými polygonálními hlavicemi, pouze krajní žebra spočívají na příporách které mají válcový profil bez hlavic a vyrůstají po obou stranách presbytáře od podlahy až k náběhu klenby, v dolní části jsou přerušeny podokenní žlábkovanou římsou, která probíhá kolem celého kněžiště.
Na jižní straně presbytáře se ve výšce 73 cm od podlahy nachází výklenek ve zdi o velikosti 37x51 cm, nahoře ve tvaru oslího hřbetu, má zkosené hrany. Vedle tohoto výklenku se nachází vchod do sakristie o velikosti 89x179 cm. Ten má pískovcové dveřní ostění se zkosenými hranami.
Presbytář odděluje od lodi triumfální oblouk, s ostěním složeném ze dvou hlubokých žlábků, střední lišty a postranních pruhů. Paty oblouku jsou usazeny na žlábkové římse. Ta je u triumfálního oblouku rovně seříznuta.

#### Loď
Klenba lodi je křížová, tvořena třemi klenebními poli. Hlavní žebra sbíhají na válcové přípory zakončené jehlancovými konzolami, které jsou nahoře ukončeny polygonálními deskami, dole arkádovitými a šroubovitými tvary. Klenební žebra jsou stejně jako v kněžišti klínová vyžlabená. Svorníky jsou střídavě zdobeny pěticípými hvězdami a pětilistými růžemi.

### Vybavení
Za triumfálním obloukem na obou stranách presbytáře jsou umístěny obrazy. Obraz na jižní straně kostela znázorňuje Zvěstování od (Samuel Gindtera, 1671), na protějším obraze stojí svatý Michal na těle ležícího satana. Obě malby naposledy opravil akademický malíř Max Duchek z Prahy za dozoru Státního památkového úřadu.
Hlavní oltář je v rokokovém stylu, na obraze je svatý Michael archanděl ztvárněný Josefem Cereghettim v roce 1760 (v roce 1914 ho restauroval František Miller). Rám obrazu je dílem chrudimského řezbáře Josefa Procházky. Je bohatě zdobený a pozlacený. Dole po stranách obrazu, nad vchody vedoucími za oltář, se nachází dřevěné sochy andělů Rafaela a Gabriela, pod obrazem stojí svatostánek.
Na kamenném stupni před oltářem stojí železná mříž (z roku 1780) 74 cm vysoká, rozdělená na tři pole a dvoukřídlá vrátka, po jejichž stranách stojí sloupky s kovanou patkou a hlavicí. Mříž je zdobena akantovými listy, uprostřed polí jsou hlavy andělů s křídly.

#### Kazatelna
Na levé straně nároží presbytáře stojí dřevěná kazatelna skládající se z pažení, schodů, řečniště a stříšky. Řečniště stojí na soše lva sedícím na hranolu s dolní žlábkovou a horní položlábkovou římsou s oblounem. Půdorys řečniště a stříšky nad ním tvoří sedmiúhelník, v rozích jsou sloupky s korintskými hlavicemi, uprostřed dříků jsou vyřezávané hlavy andělů. Na pažení schodů jsou namalovány obrazy svaté Anežky a svaté Rosalie, na řečništi je vyobrazen svatý Řehoř (od Samuela Gintera). Pažení schodů je nahoře i dole orámováno římsou.

#### Boční oltáře
Vedle kazatelny stojí poboční oltář svaté Rosalie s obrazem svatého Šebestiána a Rocha od Samuela Gindtera, nad nimi je v oblacích vyobrazena sv. Rosalie. Po stranách oltáře jsou sochy svatého Rocha a svatého Jana Křtitele, na římse nad oltářem stojí postava archanděla Michala. Tento oltář však není původní, pochází z roku 1673 a byl původně v hlavním chrudimském kostele Nanebevzetí Panny Marie.
Na pravé straně triumfálního oblouku byl dříve umístěn oltář Krista v okovech. Z tohoto oltáře zbyla pouze dřevěná mensa z 2. pol. 18. století ve tvaru sarkofágu se šikmo skloněnými plochami, na ní je postavena socha Panny Marie, která však není původní.

#### Náhrobek Kryštofa Roupovského
Na levé stěně lodi je vezděný mramorový náhrobek Kryštofa Roupovského. Má velikost 3,25 x 1,8 m a je tvořen dvěma sloupy, mezi nimi je kartuše s nápisem, kolem ní andělé s trubkami. Nahoře je zakončen vodorovným trámem, čelo je složené z volut.

#### Kruchta
Nad vchodem do kostela se nachází hudební kruchta s varhany. Je dřevěná, na dolním okraji je zdobena kovovým prolamovaným obroubením se vzorem lilie. Pažení kruchty je lištami rozděleno na osm polí s obrazy svatých. Toto pažení pochází z 1. poloviny 16. století a této době bylo jediné svého druhu. Malby byly původně ze 17. stol., nyní jsou nově přemalovány, varhany pochází z poloviny 18. století.

## Galerie

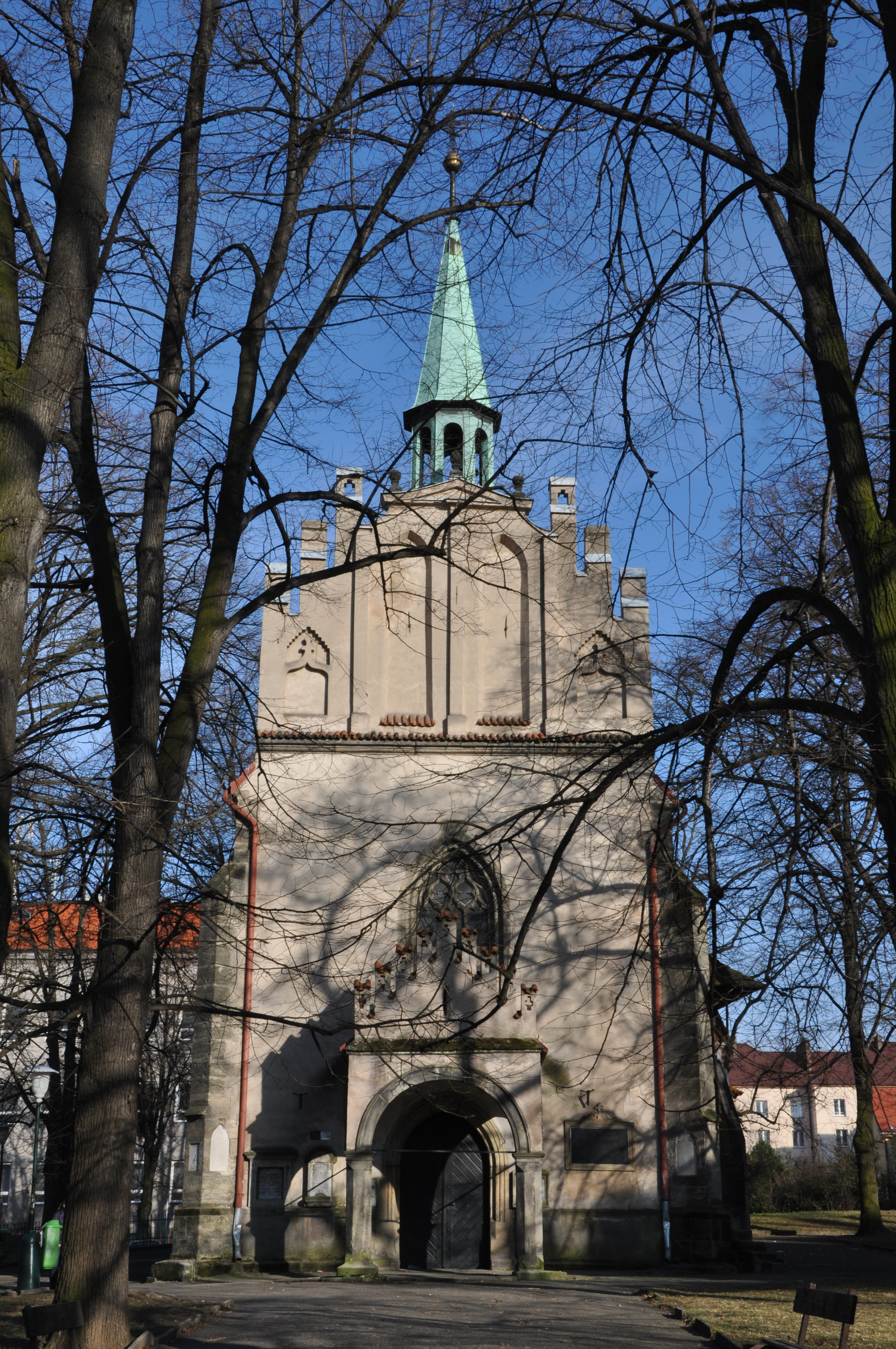
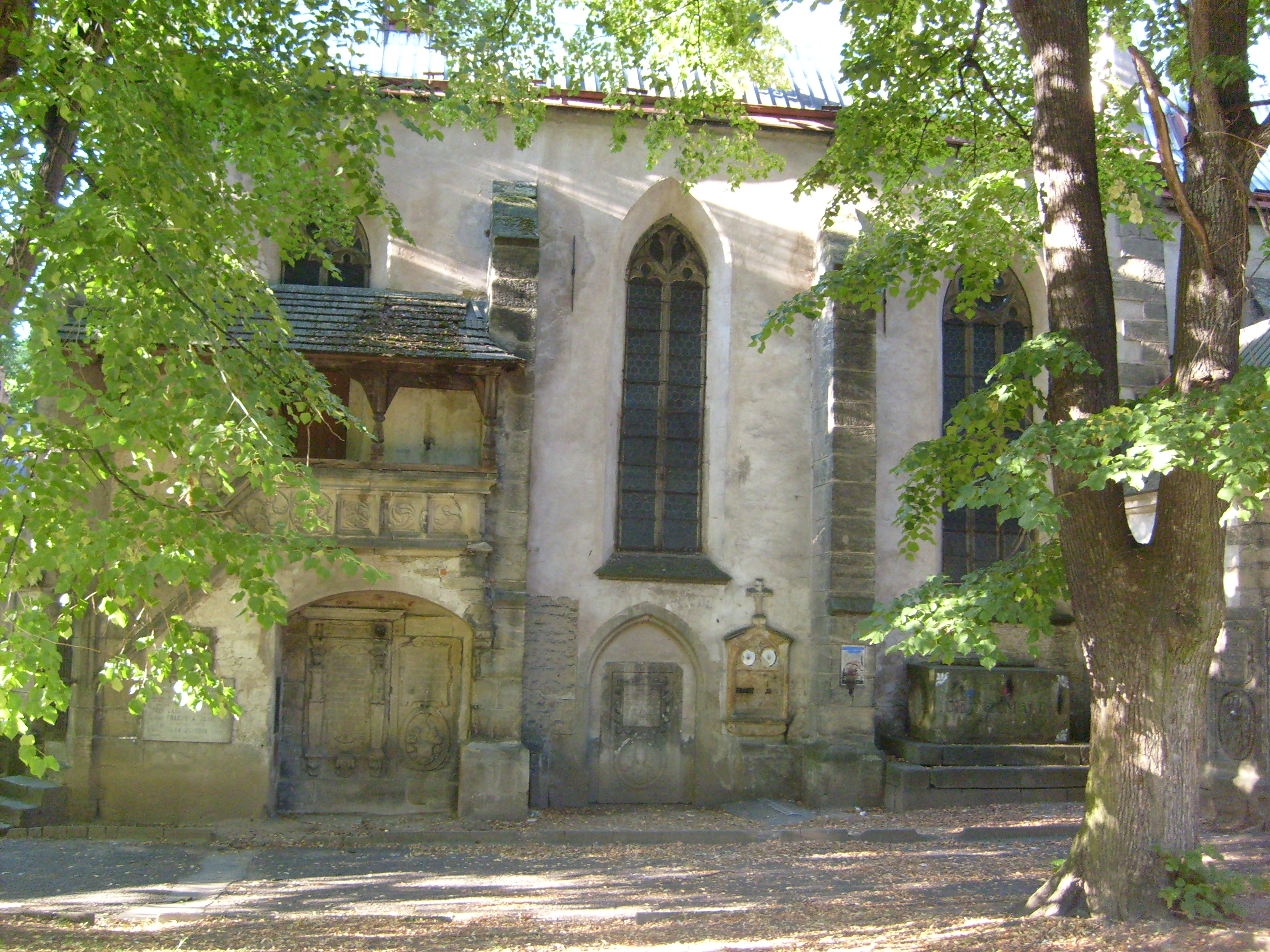
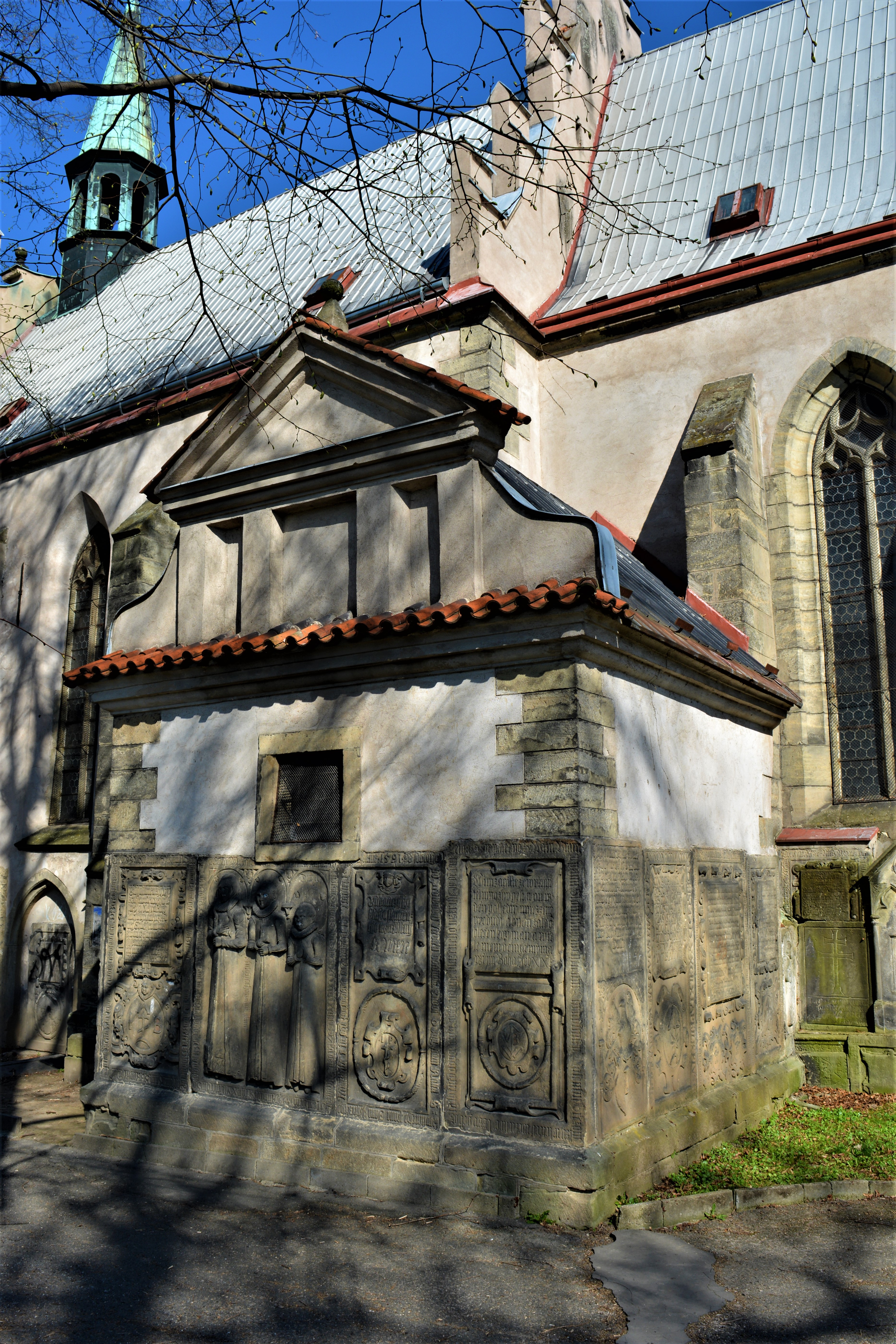
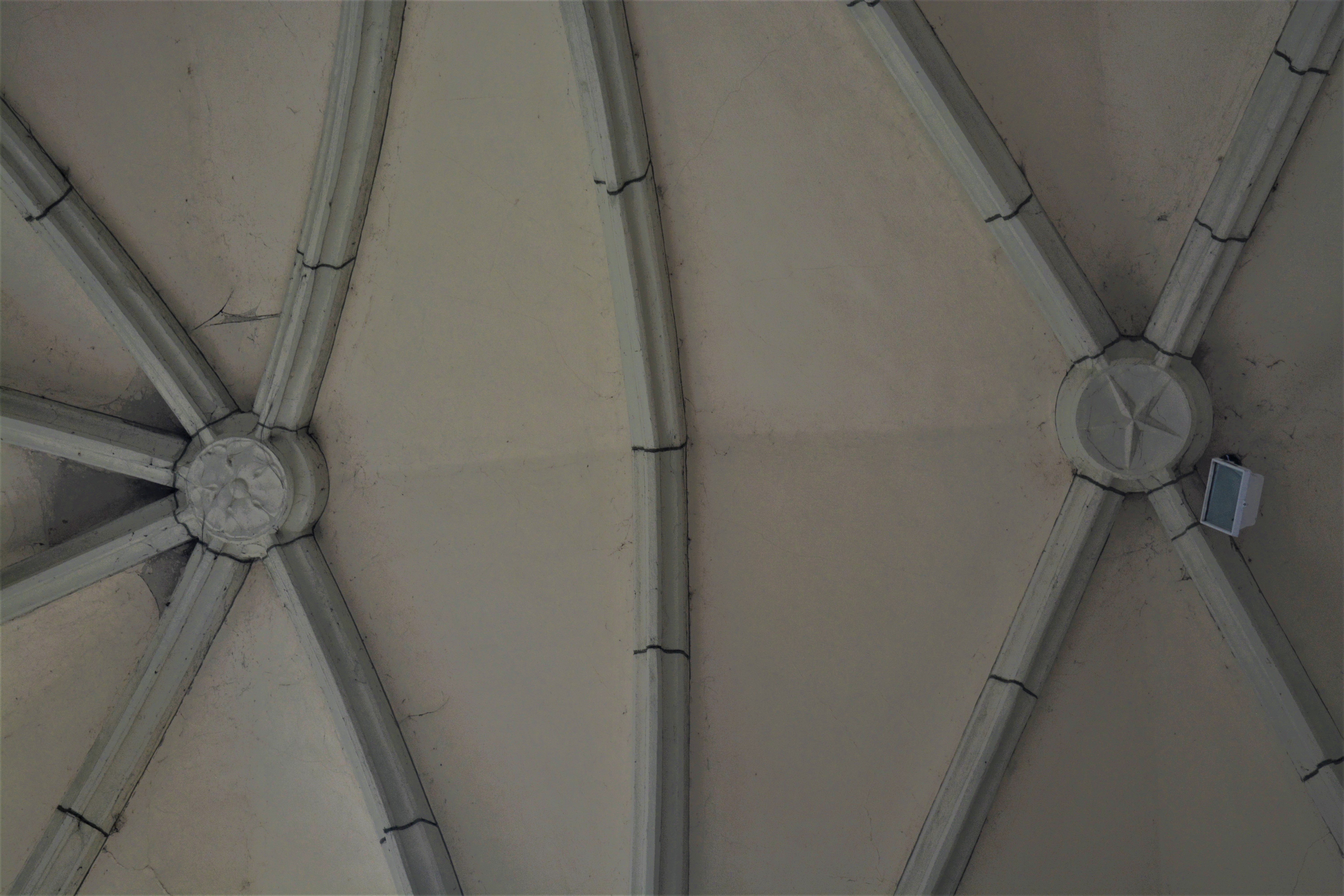
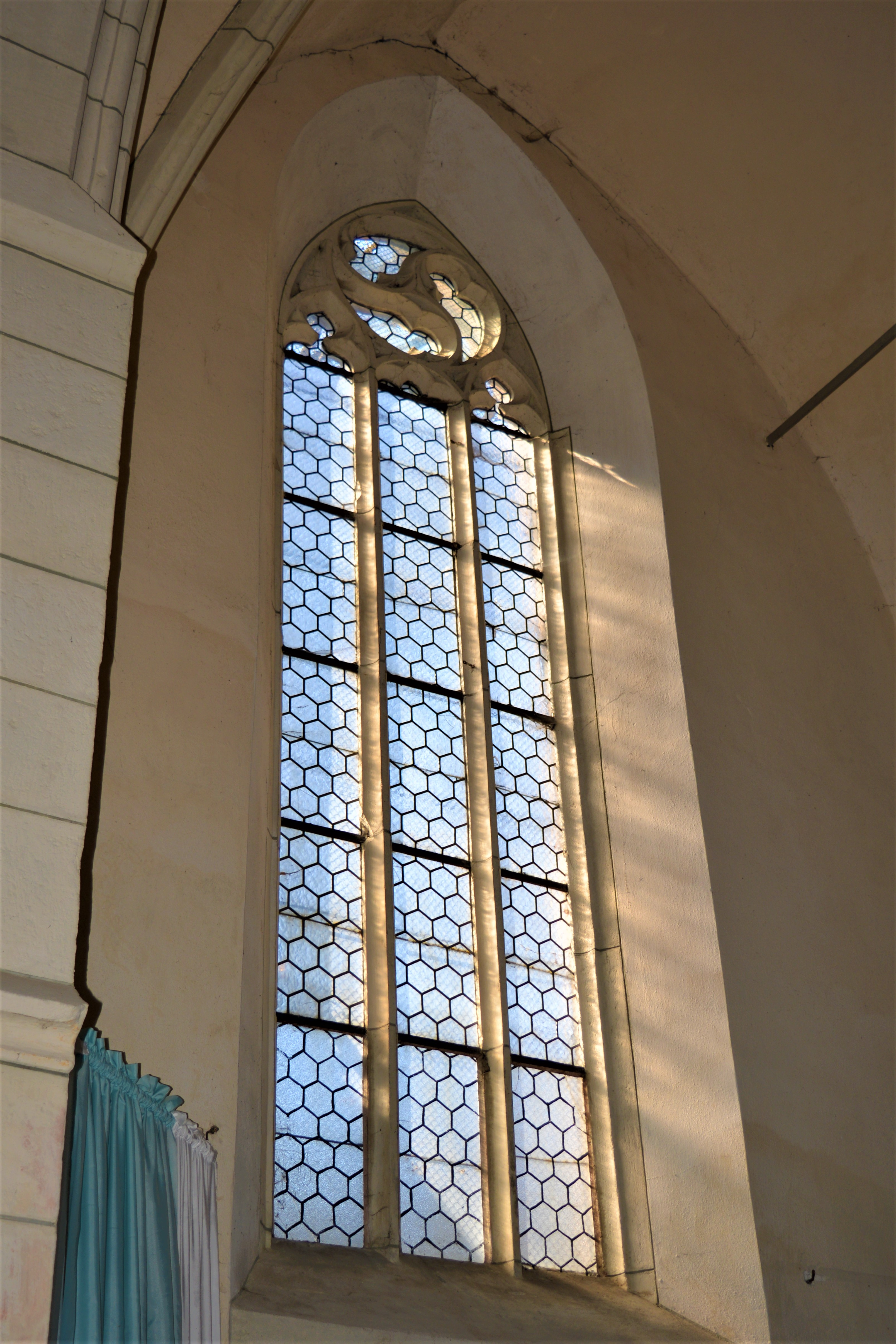
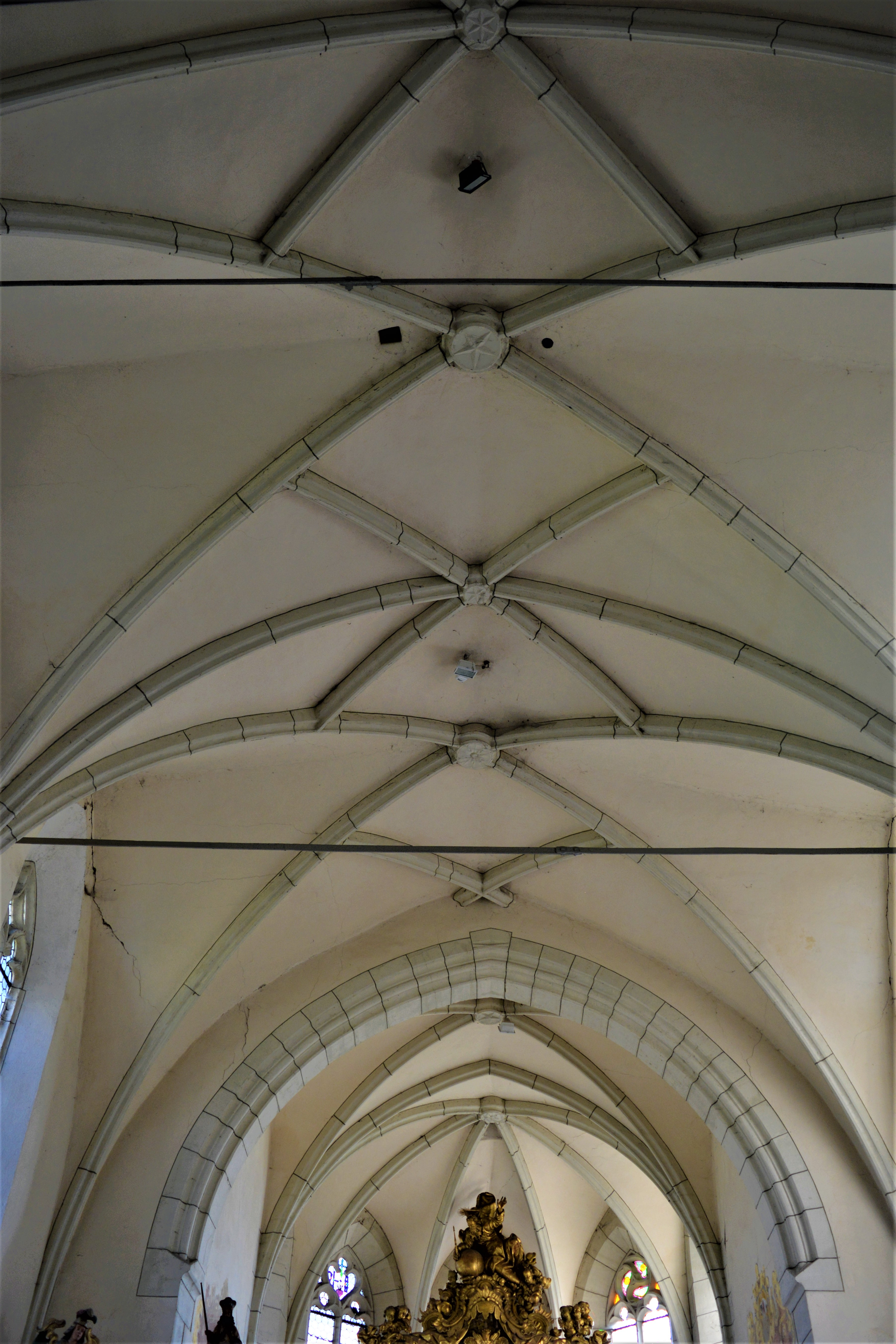
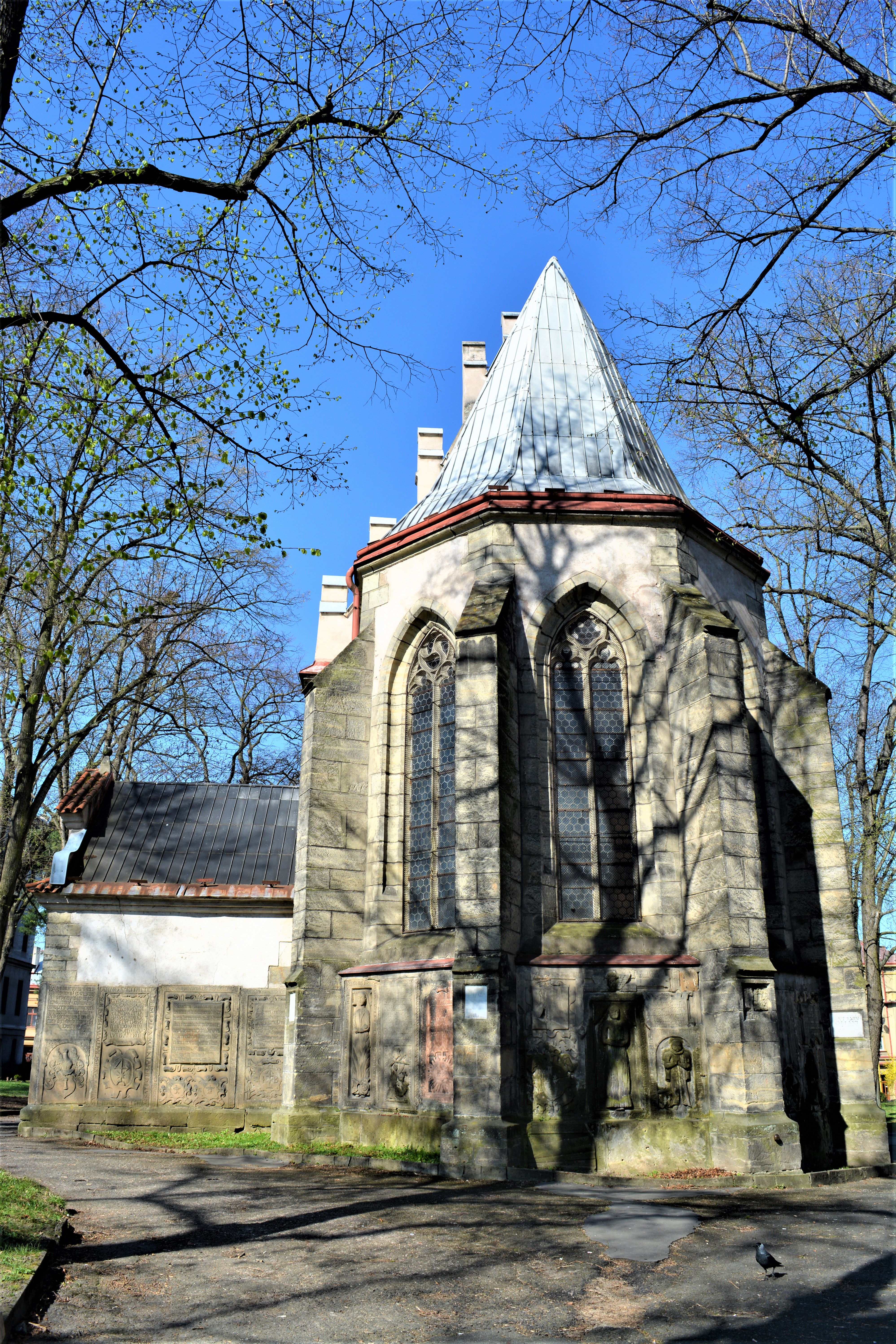
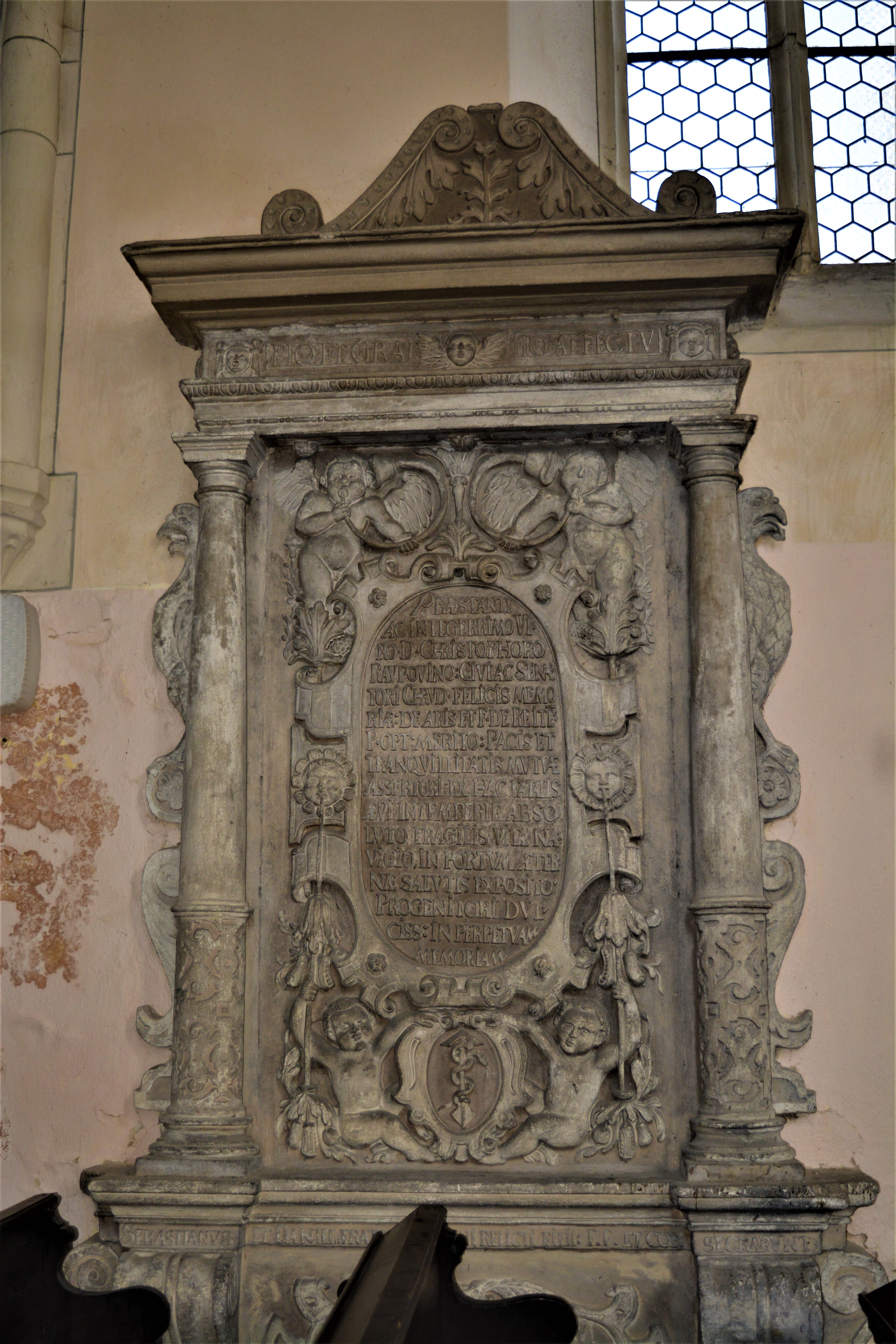
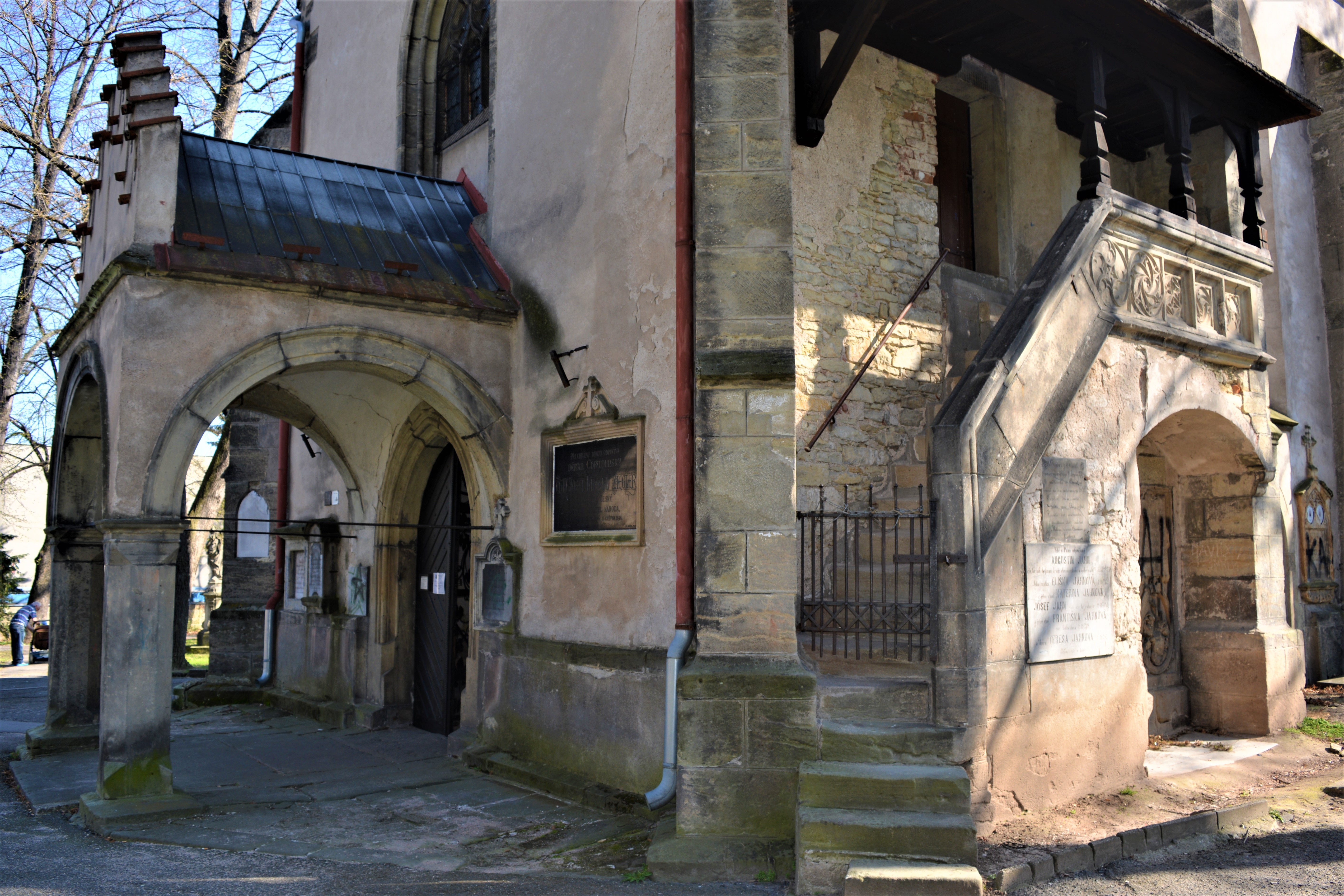
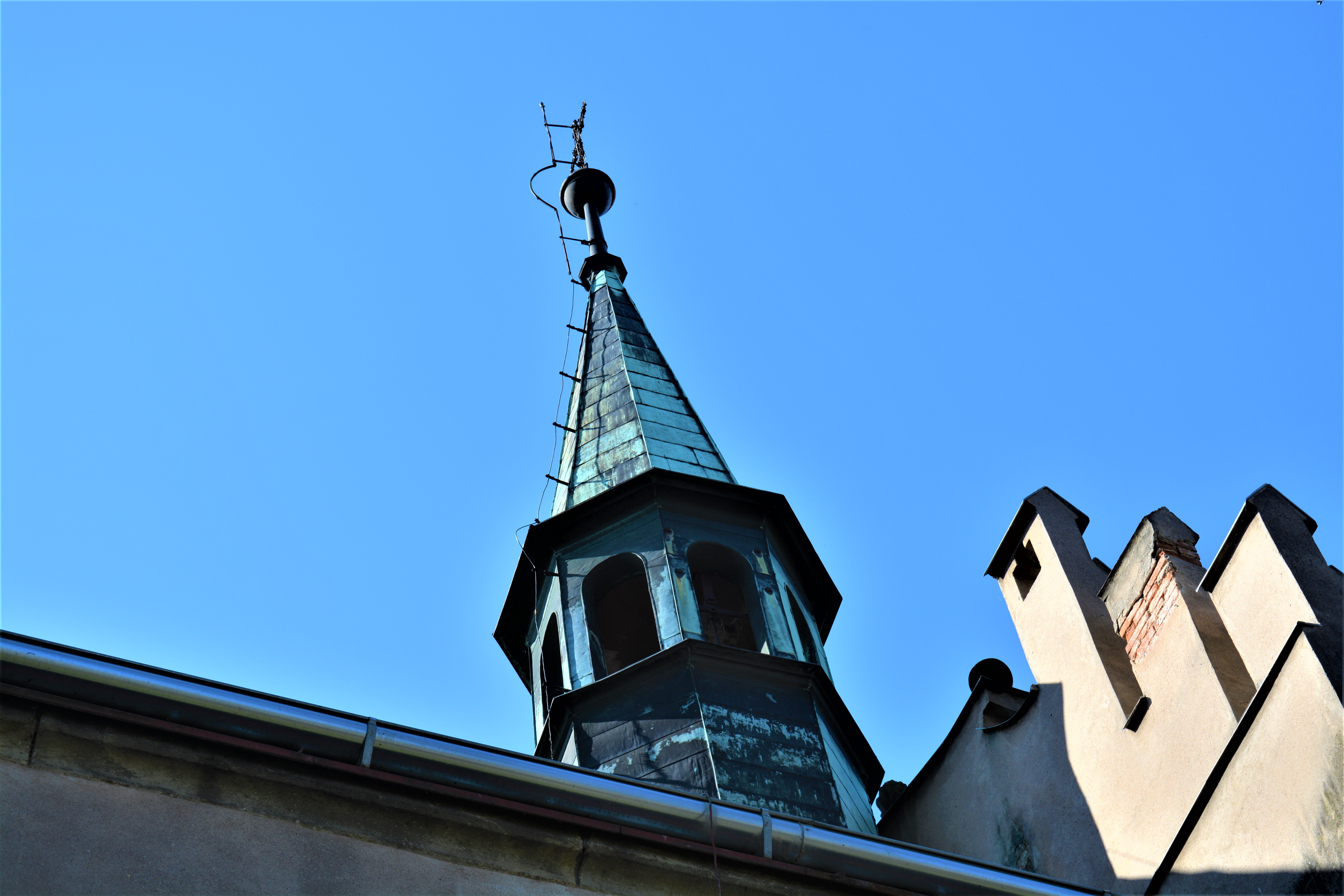